# Brassia chloroleuca
Brassia chloroleuca är en orkidéart som beskrevs av João Barbosa Rodrigues. Brassia chloroleuca ingår i släktet Brassia och familjen orkidéer. Inga underarter finns listade i Catalogue of Life.